# Kód
Kód je předpis, podle nějž se informace převádějí do jiné reprezentace za účelem jejich přenosu či záznamu. Je to tedy způsob, jakým se informace sdělují nebo zapisují na různá média. Často se slovem kód označuje také sama zakódovaná informace. Kódování je proces převodu informací na symboly kódu, dekódování je opačný proces. Známým příkladem kódu je Morseova abeceda, která převádí písmena na sekvence teček a čárek.
Obecně při jakémkoliv přenosu či záznamu je třeba zvolit vhodnou reprezentaci s ohledem na specifické požadavky, mezi které obvykle patří:
- stručnost (komprese dat),
- detekce a opravy chyb záznamu či přenosu (samoopravný kód),
- rychlost a jednoduchost kódování resp. dekódování,
- technická vhodnost pro přenosové či záznamové médium (linkový kód).

Účelem kódování může být také utajení smyslu zprávy před nezasvěceným příjemcem. Ačkoli se dnes k tomuto účelu mnohem častěji používá šifrování, kódy se vyznačují jednoduchostí a například substituce na úrovni slov může někdy poskytnout dostatečnou ochranu. Známé je využití takových kódů při komunikaci mezi zločinci nebo v historii při válečných operacích.